# Universidade Federal da Fronteira Sul
A Universidade Federal da Fronteira Sul (UFFS) é uma instituição de ensino superior pública federal brasileira, sendo considerada uma autarquia federal vinculada ao Ministério da Educação (MEC), regulamentada pela Legislação Federal, pelo seu Estatuto, pelo Regimento Geral e por normas complementares específicas.
O perfil institucional da UFFS, bem como sua missão, seus objetivos e sua área de atuação acadêmica, encontra forte aderência aos movimentos sociais da Mesorregião Grande Fronteira do Mercosul e entornos, de cuja organização a universidade é, em grande medida, resultado. Nessa região, historicamente desassistida pelo Poder Público no tocante ao acesso à educação superior, a UFFS legitimou-se como instituição pública por meio da Lei nº 12.029, de 15 de setembro de 2009. Desde então, tem sido uma grande referência no crescimento regional, na interiorização da educação e nos projetos de desenvolvimento locais.
Situa-se na Mesorregião Grande Fronteira do Mercosul, que, segundo o Ministério da Integração e do Desenvolvimento Regional, constitui-se de 396 municípios, com uma área total de 139.282,5 km² e com aproximadamente 3,8 milhões de habitantes. Dada a natureza, constitui-se em uma instituição de ensino superior interestadual. A reitoria da universidade está localizada na cidade de Chapecó, em Santa Catarina. Os demais campi de atuação localizam-se em outros cinco municípios; Cerro Largo, Erechim e Passo Fundo, no Rio Grande do Sul, e nos municípios de Laranjeiras do Sul e Realeza, no Paraná.
De acordo com o Ranking Universitário Folha (RUF) de 2019, divulgado pelo jornal Folha de S.Paulo, a UFFS foi classificada como a 57ª melhor universidade brasileira no quesito ensino, bem como a 114ª melhor universidade do Brasil. Ademais, a instituição contou com sete cursos entre os 100 melhores e mais qualificados em nível nacional. Dentre eles estão Matemática (46ª), Agronomia (51ª), Medicina Veterinária (55ª), Física (82ª), Química (86ª), Economia (98ª) e Arquitetura e Urbanismo (99ª). O ranking espanhol, Webometrics Ranking of World Universities, do Conselho Superior de Investigações Científicas (CSIC), o maior órgão público de pesquisa da Espanha, classificou a UFFS como a 98ª melhor universidade do Brasil e a 240ª melhor universidade da América Latina.

## Organização

### A Instituição
A Universidade Federal da Fronteira Sul (UFFS) propõe-se a participar do processo de transformação da Mesorregião Grande Fronteira do Mercosul e entornos, transpondo as barreiras fronteiriças, reconhecendo as distâncias sociais e culturais, as lutas políticas da sociedade civil organizada, por meio da promoção da educação popular, gratuita e de qualidade. Atualmente, a UFFS conta com mais de 50 cursos de graduação e 40 cursos de especialização, 33 residências médicas, 16 mestrados e 2 doutorados, todos com corpo docente composto por mestres e doutores.
Possui autonomia didático-científica, administrativa e de gestão financeira e patrimonial, em toda sua estrutura, nos termos da legislação vigente e em conformidade com os princípios, as finalidades e os objetivos institucionais, devendo tornar públicas suas atividades.
A UFFS organiza-se em órgãos superiores, intermediários e básicos, sendo estes deliberativos e de administração. Os Órgãos Superiores da Universidade Federal da Fronteira Sul são o Conselho Universitário e a Reitoria. O Conselho Universitário (CONSUNI) é o órgão máximo da UFFS com função normativa, deliberativa e recursal, responsável pela formulação da política geral da instituição nas dimensões acadêmica, administrativa, financeira, patrimonial e disciplinar. À Reitoria, órgão executivo da Administração Superior, incumbe a coordenação, fiscalização e superintendência das atividades da universidade. Para desenvolver as atividades da Administração Superior, a Reitoria conta com pró-reitorias e órgãos específicos, que funcionam nos termos do Regimento Geral da universidade. Os campi universitários, como órgãos intermediários, são as unidades constitutivas da UFFS, dotadas de organização administrativa e didático-científica própria, que compõem as bases físicas, integradas e indissolúveis, onde são desenvolvidas permanentemente as atividades de ensino, pesquisa, extensão e administração da Universidade. As Unidades Acadêmicas, como órgãos de base, identificadas por critérios epistêmicos multidisciplinares, são partes constitutivas dos campi da UFFS e possuem natureza acadêmica e administrativa.

### Missão
Conforme seu Estatuto, a Universidade Federal da Fronteira Sul tem como missão:
- Assegurar o acesso à educação superior como fator decisivo para o desenvolvimento da Mesorregião Grande Fronteira do Mercosul, a qualificação profissional e a inclusão social;
- Desenvolver atividades de Ensino, Pesquisa e Extensão, buscando a interação e a integração das cidades e dos estados que compõem a Grande Fronteira do Mercosul e seu entorno;
- Promover o desenvolvimento regional integrado, condição essencial para a garantia da permanência dos cidadãos graduados na Mesorregião Grande Fronteira do Mercosul e a reversão do processo de litoralização hoje em curso.

### Reitores e vice-reitores
| nº | Reitor                                                                                               | Vice-reitor             | Período   | Ref.   |
| -- | --- | ----------------------- | --------- | ------ |
| 1º | Dilvo Ristoff nomeado pro tempore pelo Presidente do Brasil                                          | Jaime Giolo             | 2010–2011 | [ 20 ] |
| 2º | Jaime Giolo nomeado pro tempore pelo Presidente do Brasil                                            | Antônio Inácio Andrioli | 2011–2015 | [ 21 ] |
| 3º | Jaime Giolo nomeado pelo Presidente do Brasil a partir da lista tríplice preparada pela UFFS         | Antônio Inácio Andrioli | 2015–2019 | [ 22 ] |
| 4º | Marcelo Recktenvald nomeado pelo Presidente do Brasil a partir da lista tríplice preparada pela UFFS | Gismael Francisco Perin | 2019–2023 | [ 23 ] |

## História

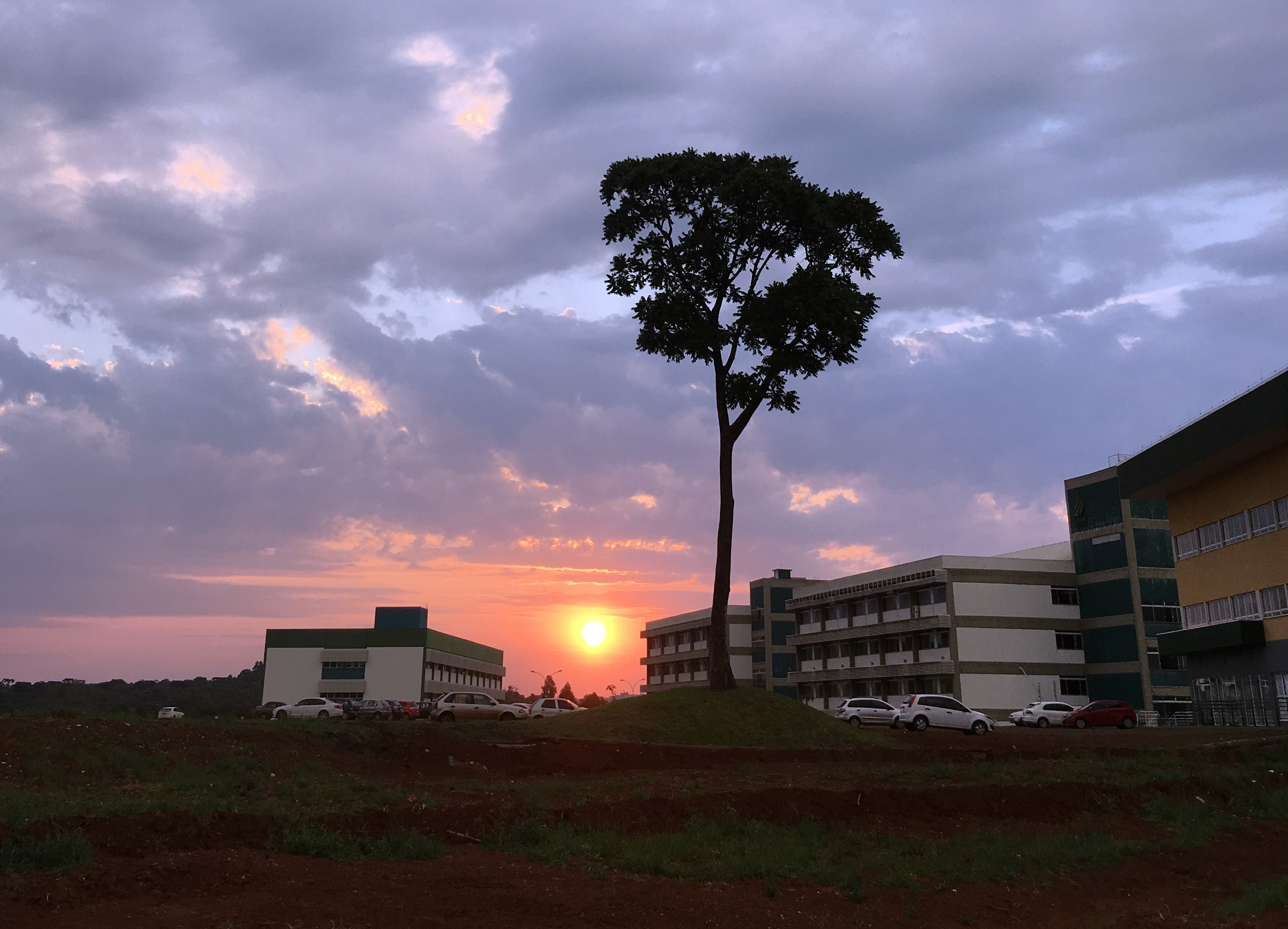
Pôr do Sol visto na praça central da UFFS - Campus Chapecó

### Da utopia à conquista

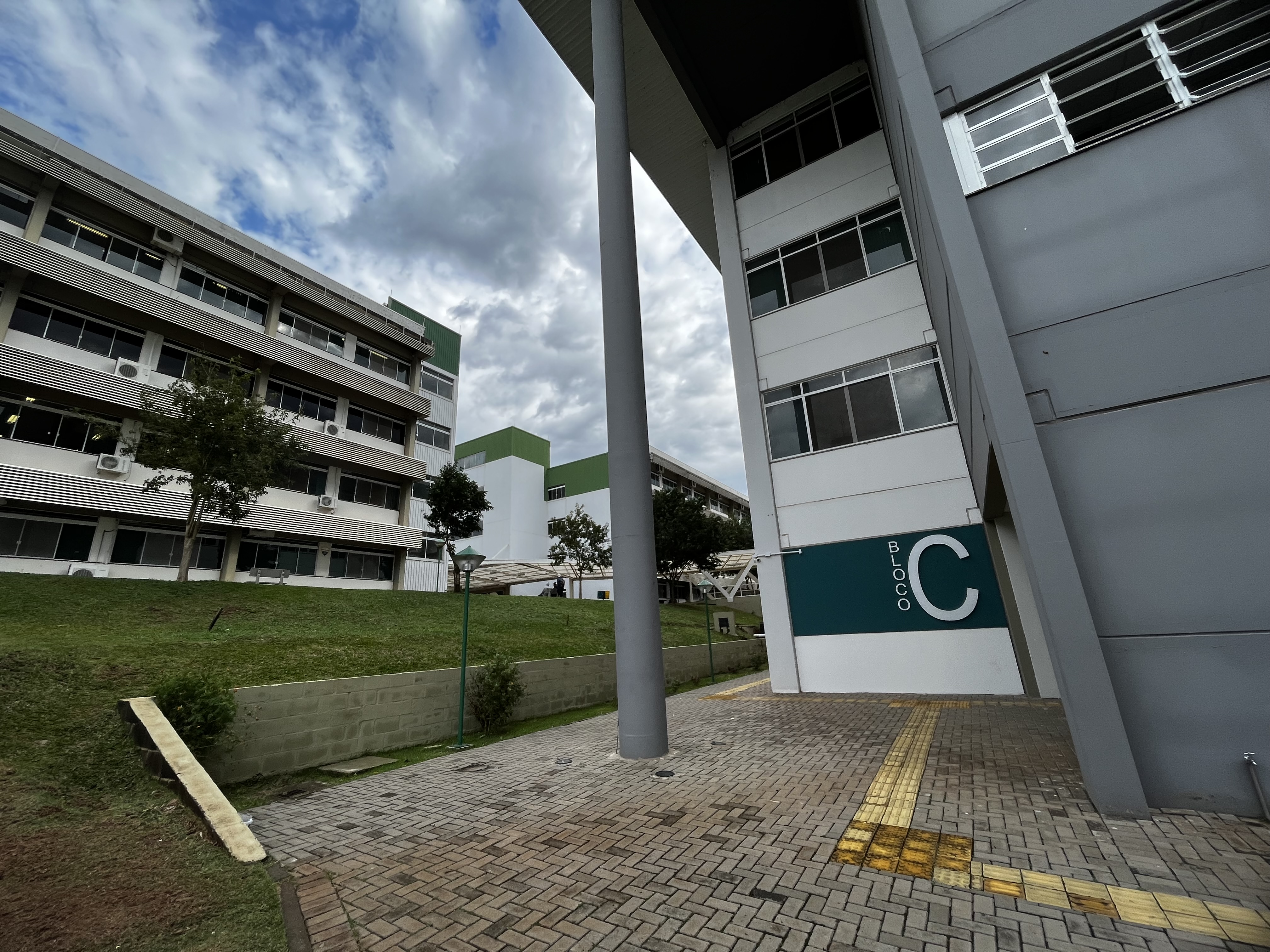
Vista parcial dos blocos no campus de Chapecó.

O objetivo de criar uma universidade federal na Mesorregião Grande Fronteira do Mercosul e entornos foi pauta nos meios de comunicação, nas instituições de ensino e nas mais diversas esferas sociais e políticas durante anos. O ano de 2005 foi o período em que entidades, Organizações Não Governamentais (ONGs), lideranças municipais e grupos de municípios, igrejas e movimentos sociais se organizaram em torno da criação do Movimento Pró-Universidade Federal, com a proposta de criar universidades distintas nos três estados do Sul. Como a proposta não obteve adesão dos órgãos oficiais, em 26 de maio 2006 iniciou-se, por meio de um Grupo de Trabalho, da Universidade Federal de Santa Catarina (UFSC), a elaboração de um projeto único de universidade multicampista, abrangendo os três estados do Sul, compreendendo o Norte do Rio Grande do Sul, o Oeste de Santa Catarina e o Sudoeste do Paraná.
O processo de criação da UFFS veio ao encontro do cenário político que buscava a democratização e expansão da educação superior no Brasil para o período de 2003 a 2014. Dentre as ações do governo estava a interiorização da educação superior, que visava fomentar o desenvolvimento regional integrado e reverter o processo de litoralização da força de trabalho qualificada. Diante disso, a interiorização da oferta de educação superior se tornava essencial para combater o desequilíbrio no desenvolvimento regional, além de proporcionar uma expansão de vagas públicas. Assim, a criação de novos campi foi pautada na participação das universidades no desenvolvimento regional, na integração com a comunidade local, no desenvolvimento da formação profissional e em pesquisas regionais. Além da convergência entre os interesses governamentais e a sociedade organizada, o perfil institucional da UFFS, bem como sua missão, seus objetivos e sua área de atuação acadêmica encontraram forte aderência nas reivindicações dos movimentos sociais da região.

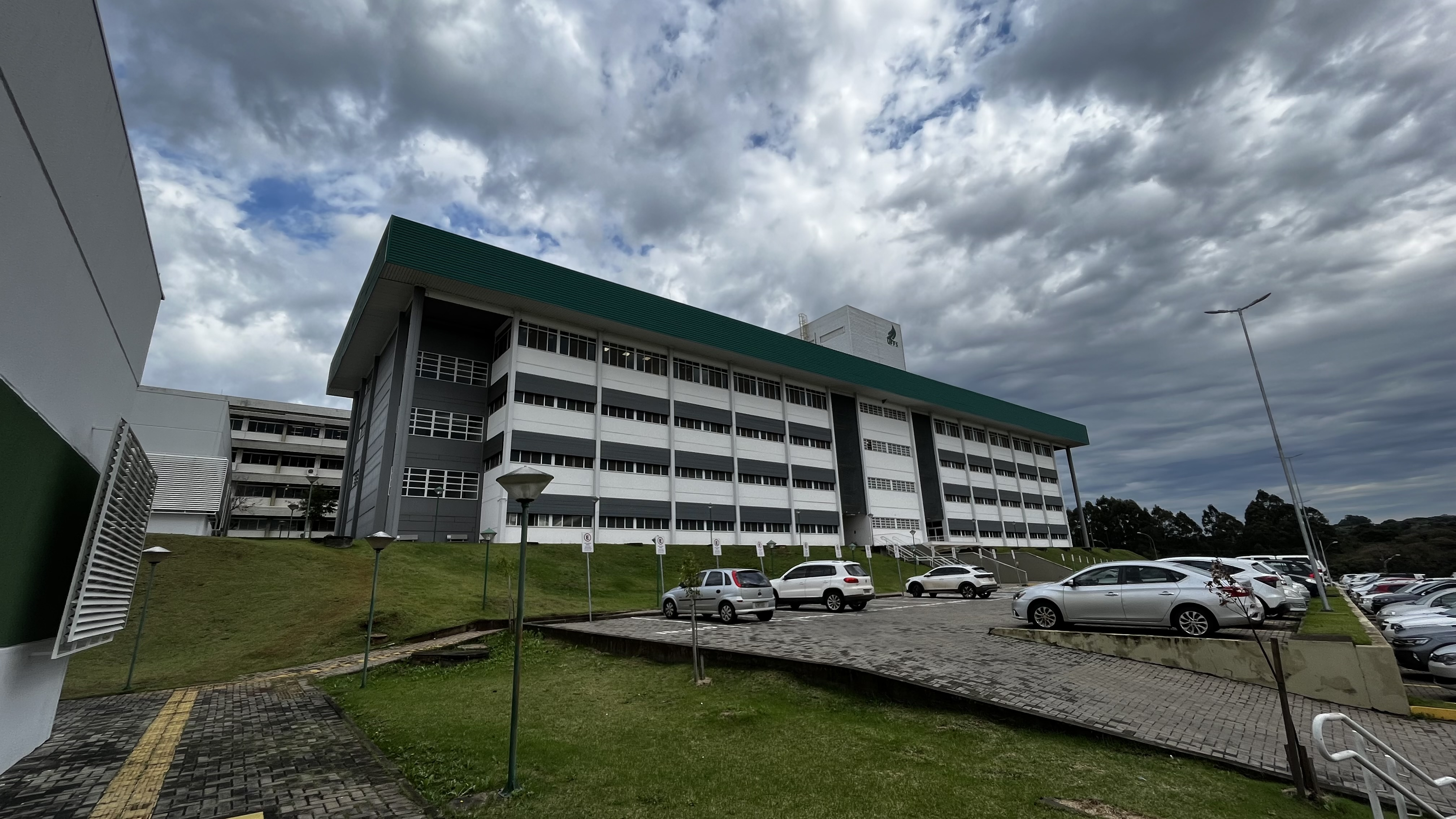
Bloco C no campus Chapecó, onde estão as salas administratrivas da Reitoria.

O cenário apresentava-se propício para que os esforços do Movimento Pró-Universidade obtivessem resultado. Isso porque, a partir de 2005, com objetivo de ampliar o acesso à educação superior no país, muitas ações foram realizadas, entre elas o redimensionamento do FIES e a criação do PROUNI. Em 2006 foi criada a Universidade Aberta do Brasil (UAB) e, em 2007, o Programa do Governo Federal de Apoio a Planos de Reestruturação e Expansão das Universidades Federais Brasileiras (REUNI), projeto que possibilitou a criação da UFFS.
Em 2007 várias ações foram desencadeadas para que a UFFS se tornasse realidade: realização de audiência pública; designação da Comissão de Implantação do Projeto Pedagógico Institucional e da Comissão de Projetos da Universidade; participação de integrantes do Movimento Pró-Universidade; técnicos do MEC, representantes da Universidade Federal de Santa Maria (UFSM) e da Universidade Federal de Santa Catarina (UFSC) deram início à criação das condições objetivas que permitiram o sinal positivo para a criação da universidade na região, resultando no início da tramitação do Projeto de Lei 2.199/2007, com vistas a instituir a Universidade.
Em 2008, a Comissão designada para implantar a Universidade organizou inúmeras atividades (oficinas e seminários) que culminaram na definição dos cursos a serem ofertados inicialmente. No mesmo ano, o Projeto de Lei de Criação da Universidade foi assinado pela Presidência da República e enviado ao Congresso Nacional. No ano seguinte, em 2009, a UFSC foi designada como tutora da UFFS, contribuindo para a definição dos locais provisórios para o funcionamento da Instituição, para a elaboração do Projeto Pedagógico Institucional (PPI) e também para a decisão sobre as formas de ingresso, que teve como base a nota do Exame Nacional do Ensino Médio (ENEM). No dia 15 de setembro do mesmo ano, por meio da Lei nº 12.029/2009, foi oficializada a criação da UFFS.
Para definir a localização dos campi foram levados em conta alguns critérios específicos para cada cidade: município caracterizado como polo regional ou com infraestrutura de transporte, comunicação, educação básica e serviços públicos de forma adequada; cidades que se localizassem nos diferentes estados e que representassem centralidade no contexto geográfico, facilitando o acesso de estudantes; cidades mais distantes das Universidades Federais já existentes na Região Sul; municípios que ofereceriam contrapartidas previstas no projeto, dentre outros. A partir desses critérios foram definidos, inicialmente, cinco campi: Chapecó, em Santa Catarina; Cerro Largo e Erechim, no Rio Grande do Sul; Laranjeiras do Sul e Realeza, no Paraná.
Na definição dos cursos de Graduação, a Comissão de Implantação da UFFS priorizou a área das Ciências Agrárias e para licenciaturas, tendo em vista a importância da agroecologia para a região, a necessidade de tratamento dos dejetos, os problemas ambientais gerados pelas agroindústrias, as perspectivas da agricultura familiar e camponesa e a sua centralidade no projeto de desenvolvimento regional proposto pela Instituição. Já o foco nas licenciaturas se justifica pela integração às políticas do governo federal de valorizar as carreiras do magistério.
A partir disso, foram realizadas diversas ações para o estabelecimento da UFFS: posse, em 2009, do primeiro Reitor pro tempore, professor Dilvo Ristoff; lançamento de editais para a realização de concurso público para servidores docentes e técnico-administrativos; publicação do edital de tomada de preço para construção dos primeiros pavilhões da Universidade; liberação de recursos para a aquisição de livros; anúncio dos primeiros cargos de direção; elaboração e entrega, ao MEC, do plano de compra de móveis e equipamentos; e, por fim, a abertura das inscrições para o Processo Seletivo de ingresso na UFFS.

### Início das atividades
No primeiro semestre de 2010, servidores docentes e técnico-administrativos iniciaram suas atividades, período em que ocorreu a nomeação do Vice-Reitor pro tempore, dos diretores e coordenadores (acadêmico e administrativo) dos campi, dos pró-reitores, além da aquisição dos veículos institucionais e da divulgação dos alunos selecionados para ingresso na UFFS. Em 29 de março do mesmo ano iniciaram as atividades letivas na Instituição nos cinco campi originalmente previstos, compreendendo os primeiros 2.160 alunos selecionados através da sua classificação no Exame Nacional do Ensino Médio (ENEM) de 2009.
Em julho de 2010, foi realizada a I Conferência de Ensino, Pesquisa e Extensão (COEPE) com objetivo de mobilizar a comunidade acadêmica, nos seus diferentes campi e áreas de conhecimento, para a definição das políticas norteadoras do Ensino, da Pesquisa e da Extensão e para aprofundar a interlocução com a comunidade regional, visando eleger as agendas prioritárias da UFFS nos campos da Pesquisa e da Extensão e as suas articulações com o Ensino. Utilizando uma metodologia inovadora e participativa, a I COEPE envolveu cerca de 4000 participantes em 11 fóruns temáticos cujas proposições foram traduzidas em ações prioritárias para as três áreas acadêmicas. Todo o trabalho realizado na I COEPE foi sistematizado em um documento, aprovado por delegados dos cinco campi na Conferência Final.
Ainda em 2010, foi aberto o segundo processo seletivo para ingresso na Instituição e foi realizada a primeira Reunião de Planejamento e Avaliação envolvendo a equipe diretiva, objetivando a organização e avaliação sobre as principais políticas e ações desencadeadas no processo de implantação da Universidade. No decorrer do mesmo ano, teve início um processo de debate, nos colegiados de cursos, sobre a necessidade de ajustes e adequações nos Projetos Pedagógicos dos cursos (PPCs), que haviam sido elaborados pela Comissão de Implantação e que, na época, não contava com profissionais de todas as áreas.
Em fevereiro de 2011, o professor Jaime Giolo assume como Reitor pro tempore. Nesse mesmo ano, na UFFS foram lançados os primeiros editais de Pesquisa e de Extensão, com recursos próprios, que promoveram o desenvolvimento de projetos pelos docentes e deram início aos programas de Iniciação Científica e Iniciação às Atividades de Extensão. Nesse ano, a Instituição obteve as primeiras bolsas do CNPq e da FAPERGS, para a Pesquisa, e do PROEXT, para a Extensão. Entre o início de 2011 e o final de 2012 foram criados 60 grupos de pesquisa e 14 Programas de Extensão. O Programa Institucional de Iniciação Científica (PIBIC) recebeu as primeiras bolsas do CNPq em 2011, logo após a criação do Programa no âmbito da UFFS.
Ainda em 2011, a UFFS iniciou as atividades na área da Pós-Graduação, com a oferta de cursos lato sensu, em nível de Especialização, ofertando sete cursos durante o ano. Em 2012, além da oferta de novos cursos de especialização, iniciou-se a oferta dos programas stricto sensu com o Mestrado em Estudos Linguísticos e foi aprovado o Mestrado do Programa de Pós-Graduação em Educação. A UFFS também assinou convênio internacional para a cooperação acadêmica, científica e cultural com a Universidade de Mondragon, na Espanha, e recebeu os primeiros professores visitantes seniores.
Ainda em 2012, a UFFS passa a participar do Plano de Expansão da Educação em Saúde e se torna a única universidade federal do Sul do Brasil a ser contemplada com dois cursos de Medicina, um na cidade de Chapecó (SC) e outro em Passo Fundo (RS). Essa conquista representou um encontro bem-sucedido e bem-intencionado das aspirações engajadas da sociedade com as políticas ousadas e oportunas do Governo Federal, mediatizadas pela UFFS.
O Campus Passo Fundo resultou da participação da UFFS nesse Plano de Expansão da Educação em Saúde e do anseio da comunidade regional das cidades do norte do Rio Grande do Sul de ter uma Instituição Federal de Ensino Superior. As atividades em Passo Fundo iniciaram em agosto de 2013, com o curso de Medicina, que contou com 40 alunos na primeira turma. A proposta pedagógica da Graduação em Medicina teve como pressupostos básicos o direito universal à saúde, a atenção integral, equitativa e de qualidade, contribuindo no fortalecimento da participação e autonomia dos sujeitos na produção da sua própria saúde individual e coletiva.
Entre os compromissos assumidos pela UFFS, em prol da superação das desigualdades sociais e regionais, está o acesso e a permanência na Educação Superior, especialmente da população mais excluída do campo e da cidade. Por isso, a partir de um seminário realizado com os movimentos sociais, instituições de educação da região e parceiros atuaram na viabilização e execução do Curso Interdisciplinar em Educação do Campo – Ciências da Natureza – Licenciatura, no Campus Erechim, e Ciências Sociais e Humanas, no Campus Laranjeiras do Sul. Respeitando a especificidade do Edital PRONACAMPO/2012, o Projeto Pedagógico do Curso Interdisciplinar em Educação do Campo – Ciências da Natureza – Licenciatura, do Campus Erechim, deveria atender as especificidades da formação de docentes para atuar em escolas do campo, com ingresso prioritário para professores em efetivo exercício nos anos finais do Ensino Fundamental e Ensino Médio das redes de ensino. Também em 2012, a UFFS define modelo de ingresso por cotas (Lei 12.711/2012), passando a reservar vagas aos cotistas oriundos do Ensino Médio da rede pública de ensino de cada Estado em que a Universidade está instalada.
Devido às suas características, oriundas de movimentos sociais, em outubro de 2013, a UFFS foi uma das entidades homenageadas por sua participação no Programa Nacional de Educação na Reforma Agrária (Pronera), do Incra, durante o Seminário Estadual Pronera 15 anos: Reforma Agrária com Conhecimento. Em dezembro do mesmo ano, Em dezembro de 2013, a UFFS adere ao Sistema de Seleção Unificada (SiSU) para o ingresso nos cursos de Graduação a partir de 2014.

### Desenvolvimento institucional

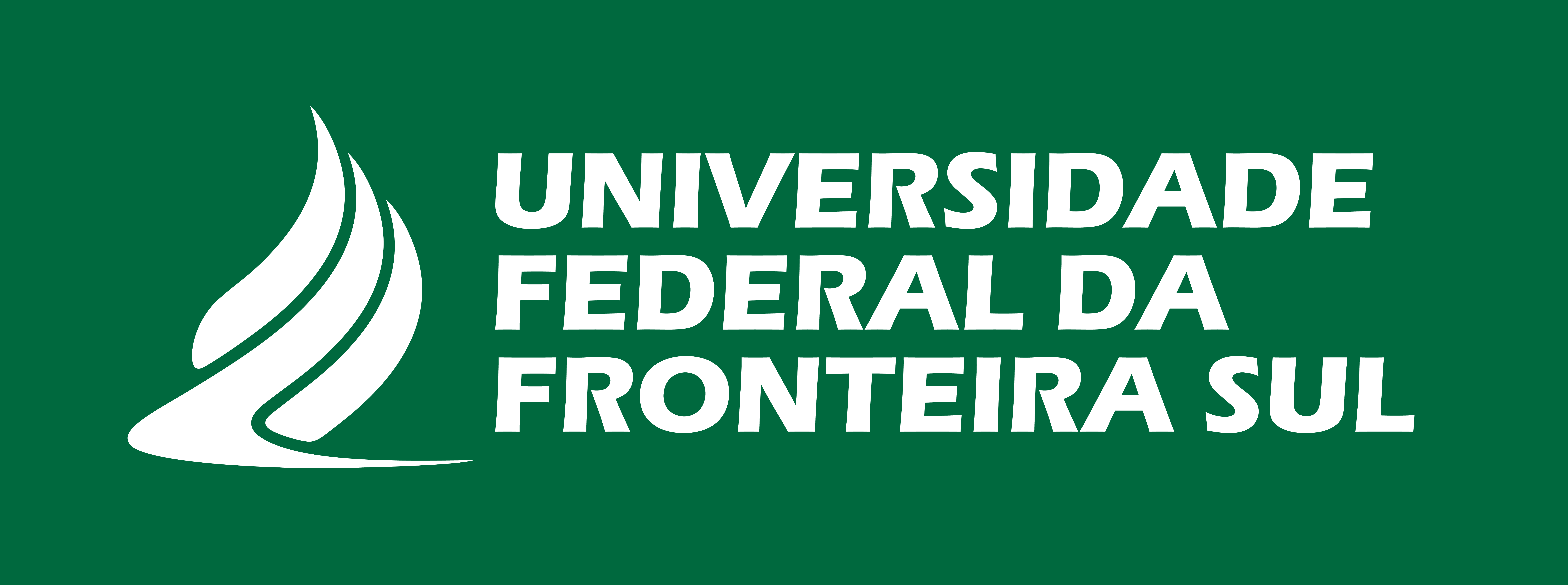
Assinatura visual alternativa da UFFS.

Em maio de 2014, o CONSUNI definiu a realização da primeira consulta à comunidade universitária para a escolha de Reitor, Vice-Reitor e diretores dos campi da UFFS. Em junho, a UFFS, através do Campus Passo Fundo, assumiu a responsabilidade de gerenciar 26 residências médicas oferecidas em dois hospitais de Passo Fundo: São Vicente e Hospital da Cidade. Também nesse mesmo período, passou a integrar o Pacto Nacional do Ensino Médio (PNEM) nos três estados do Sul. Em 2015, realiza a solenidade de implantação do primeiro Doutorado Interinstitucional em Educação Científica e Tecnológica, com a Universidade Federal de Santa Catarina (UFSC). Em agosto de 2015, iniciaram-se as atividades do Mestrado em Desenvolvimento e Políticas Públicas da UFFS. O Programa foi o primeiro stricto sensu ofertado no Campus Cerro Largo e o primeiro da região oferecido por uma instituição pública federal.
Em 31 de agosto de 2015, o Reitor Jaime Giolo foi oficialmente empossado em Brasília, no Gabinete do então Ministro da Educação, Renato Janine Ribeiro. Dias depois, foi realizada uma cerimônia simbólica de posse, além da diplomação dos dirigentes da Instituição, homenagem à Universidade Federal de Santa Catarina (UFSC) e, ainda, concessão de título Honoris Causa a Dilvo Ristoff, primeiro Reitor pro tempore da Universidade. Novembro de 2015 foi marcado pela premiação Emerald/Capes 2015 de Pesquisa nas áreas de Ciência da Informação e Administração e Gestão, na categoria Menção Honrosa, do projeto “Economia Solidária: por uma nova gramática de resistência social e política” do Mestrado em Educação do Campus Cerro Largo e a entrega de diplomas da primeira turma de formandos da Universidade, para os concluintes do Programa de Pós-Graduação em Educação (PPGE). Ao fim do mesmo ano, foram aprovados três novos programas de Mestrado: Ambiente e Tecnologias Sustentáveis, ofertado no Campus Cerro Largo; Ciência e Tecnologia de Alimentos, no Campus Laranjeiras do Sul; e História, no Campus Chapecó. Também foram implantadas Residências Multiprofissionais em área profissional da saúde na cidade de Marau-RS, com os programas em Enfermagem, Psicologia e Farmácia.
Todo o esforço e a dedicação no projeto de implantação e consolidação da UFFS contribuíram para a Instituição figurar em 2015 entre as 40 melhores universidades do País, de acordo com Indicadores de Qualidade da Educação Superior medidos no ano anterior. A UFFS recebeu a nota 4, superando centros de educação já tradicionais no cenário educacional brasileiro.

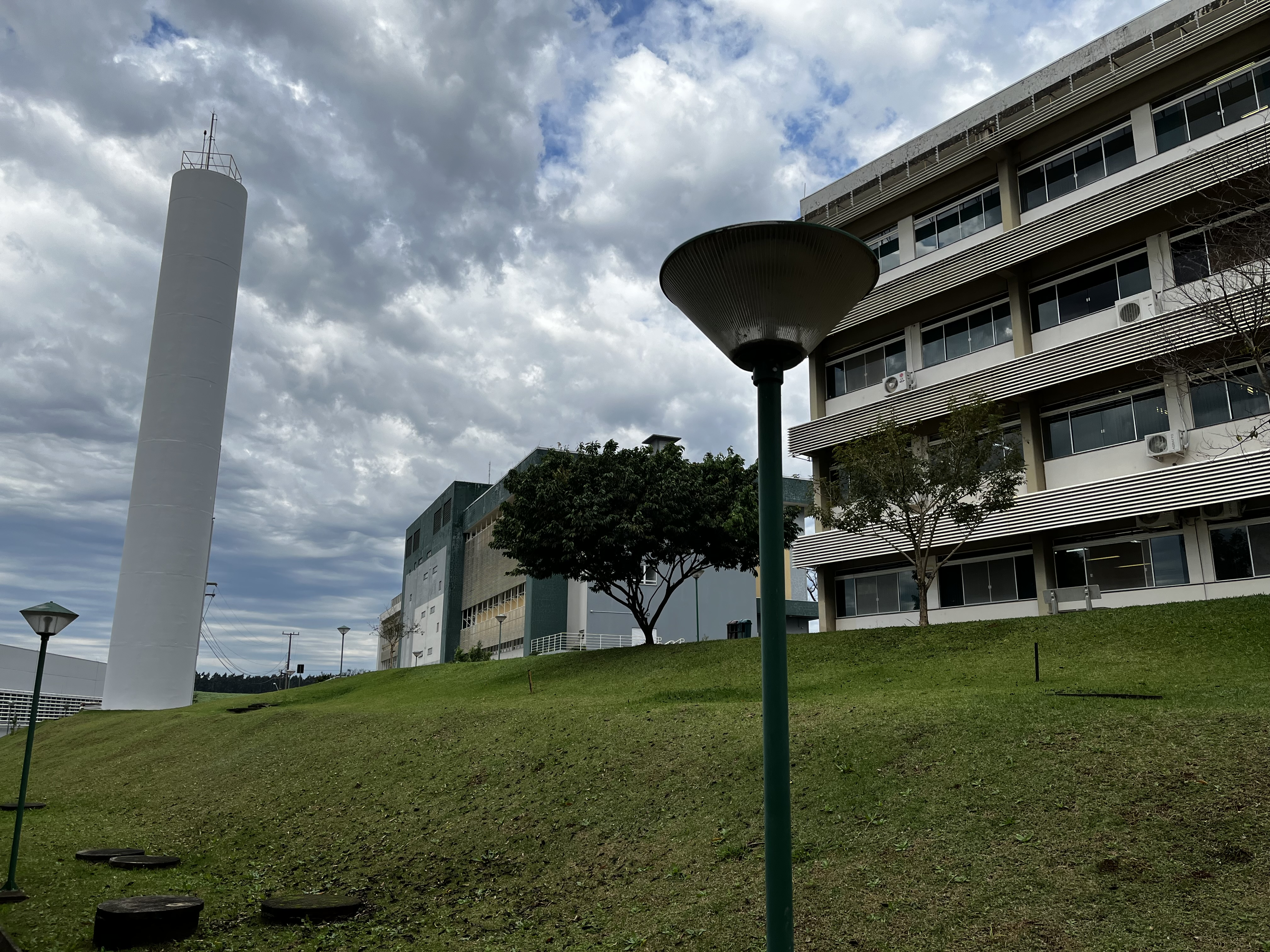
Bloco A, e Bloco da Biblioteca, ao fundo, no campus Chapecó.

Em 2016, foi lançado no Campus Erechim o Doutorado Interinstitucional na área de Arquitetura, em parceria com a Universidade Federal do Rio de Janeiro (UFRJ).
Em 2017, assim como na avaliação anterior, a Instituição manteve o conceito de excelência no Índice Geral de Cursos (IGC) e subiu 7 posições em avaliação de qualidade da Educação Superior, ocupando a 33ª posição no ranking nacional. Em mais um processo de fomento da educação e da produção de conhecimento, a UFFS realizou, em março de 2017, a primeira reunião do Conselho Editorial da Editora UFFS, o que marcou formalmente o início de funcionamento da Editora, estimulando a cultura da publicização dos resultados da Pesquisa, do Ensino e da Extensão. Também foi inaugurado no Campus Passo Fundo o novo ambulatório de Ensino, em parceria com o Hospital São Vicente de Paulo (HSVP).
O ano de 2017 trouxe importantes destaques para a UFFS, pois teve 28 cursos de Graduação estrelados pelo Guia do Estudante, publicação da Editora Abril, e obtenção de conceitos máximos entre os sete cursos de Graduação avaliados no Enade em 2016 e divulgados em 2017, com quatro deles alcançando conceito 4 e três cursos com conceito máximo, que é 5, entre eles o curso de Medicina Veterinária, que obteve o melhor desempenho entre os cursos do país.
A partir dos resultados divulgados pelo Inep/Mec, a UFFS foi considerada no conceito médio da Graduação a terceira instituição mais bem-conceituada do Brasil. Entre as instituições federais avaliadas, apareceu na segunda posição nos estados do Paraná e de Santa Catarina; no Rio Grande do Sul, foi a quarta instituição melhor conceituada.

## Campi

### CampusChapecó

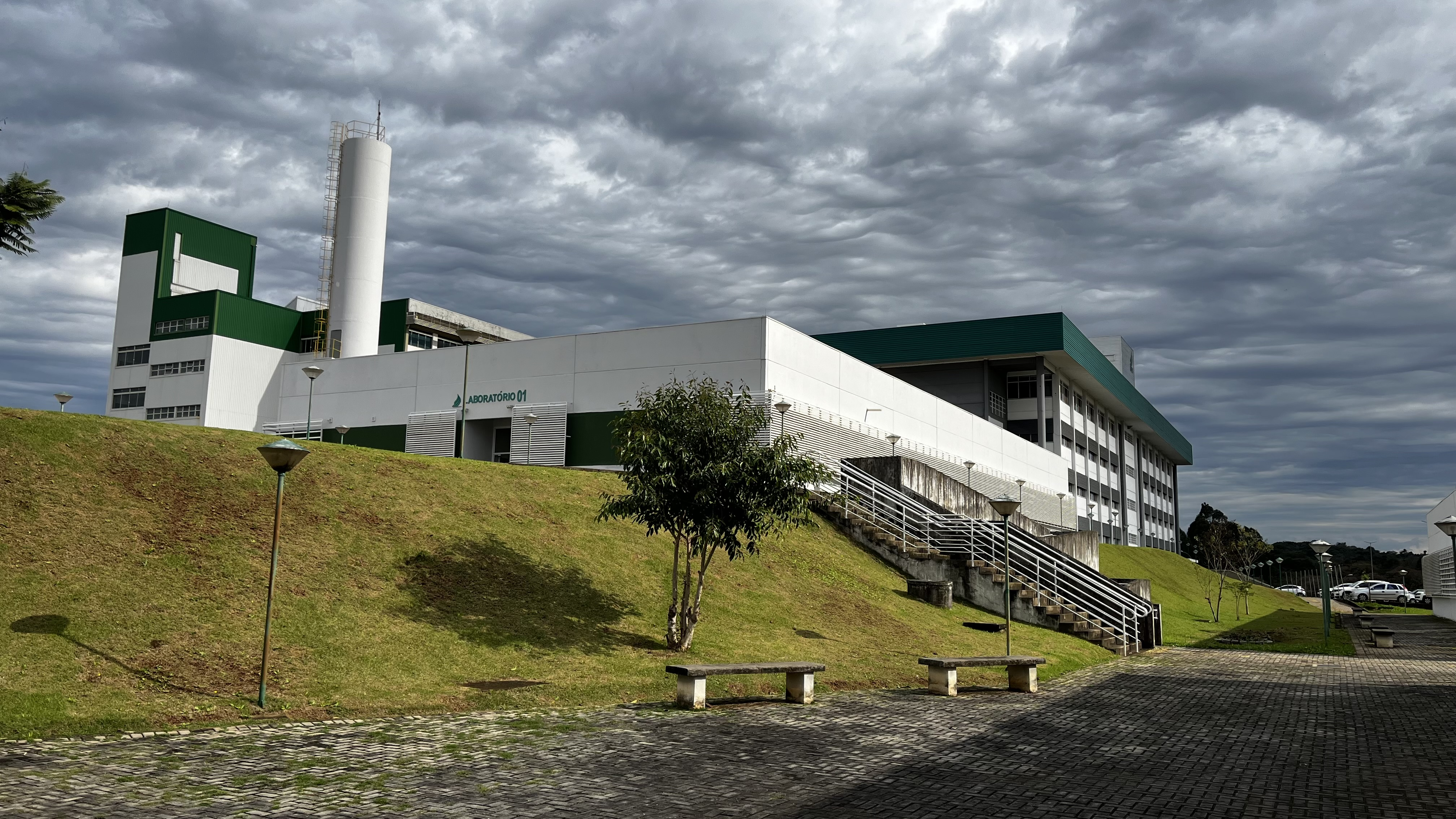
Bloco de Laboratórios no campus Chapecó.

O Campus Chapecó possui uma área de aproximadamente 97 hectares; destes, aproximadamente 16 hectares estão destinados ao desenvolvimento de atividades de e Ensino, Pesquisa e Extensão em âmbito agrícola.

### CampusPasso Fundo
O Campus Passo Fundo está instalado no centro da cidade em uma área de 5 hectares. O prédio do Bloco A foi construído com 5.344.41 m² e abriga salas de aulas, laboratórios, biblioteca, auditório, salas para estrutura administrativa, espaço de convivência e estacionamento. Nas dependências do campus funcionam e estão abertos à comunidade os Ambulatórios de Ensino da UFFS, em parceria com os Hospitais da Cidade e São Vicente de Paulo. Estes ambulatórios recebem atendimentos nas áreas de ortopedia, dermatologia, ginecologia, clínica médica e pediatria. Possui programas de Residência Médica em diversas especialidades tendo como campos de prática os Hospitais da Cidade e São Vicente de Paulo, em Passo Fundo e Hospital de Caridade, em Carazinho. Possui ainda Residência Multiprofissional em Enfermagem, Farmácia e Psicologia no município de Marau. Até 2024, o único curso de graduação disponível era o de Medicina, contando com duas entradas por ano. Em 2025, o curso de Enfermagem inicia suas atividades, com entrada apenas anual .

### CampusErechim
O Campus Erechim está inserido na chamada Região do Alto Uruguai Gaúcho e, desde que se instalou, em 2010, vem gerando oportunidades de acesso à educação superior pública e gratuita.

### CampusCerro Largo
O Campus Cerro Largo tem como sua área de abrangência as Regiões: Missões, Fronteira Noroeste, Noroeste Colonial e Celeiro. O Campus possui duas unidades: o Seminário (prédio do antigo Seminário São José), no centro da cidade, onde funcionam a Direção do Campus, a Coordenação Administrativa, os setores administrativos e os cursos de pós-graduação; além das salas de aula, conta com auditório, ginásio de esportes e espaço rústico para eventos (CTG); e as novas instalações, em frente ao Parque Municipal de Exposições: Bloco A, Bloco de Salas de Professores, três Blocos de Laboratórios Didáticos, Áreas Experimentais, Restaurante Universitário, Biblioteca, dois auditórios; nessa estrutura funcionam a Coordenação Acadêmica e os setores acadêmicos.
O Campus Cerro Largo oferece sete cursos de graduação, sendo três bacharelados: Administração, Agronomia, Engenharia Ambiental e Sanitária; e quatro licenciaturas: Ciências Biológicas, Física, Letras (Português e Espanhol) e Química. Atualmente há três cursos de pós-graduação stricto sensu em funcionamento: Mestrado em Desenvolvimento e Políticas Públicas, Mestrado em Ambiente e Tecnologias Sustentáveis, e Mestrado em Ensino de Ciências.

### CampusLaranjeiras do Sul
O Campus Laranjeiras do Sul está situada na Região Cantuquiriguaçu, elo de 20 municípios do Médio Centro-Oeste do Paraná, localizados nos vales dos rios Cantu, Piquiri e Iguaçu. Esta região apresenta o segundo menor Índice de Desenvolvimento Humano (IDH) do estado, justificando a necessidade de educação pública, gratuita e de qualidade na região.
O Campus oferece 10 cursos de graduação: Agronomia, Ciências Biológicas, Ciências Econômicas, Ciências Sociais - Bacharelado e Licenciatura, Engenharia de Alimentos, Engenharia de Aquicultura, Interdisciplinar em Educação do Campo: Ciências da Natureza - Licenciatura, Interdisciplinar em Educação no Campo: Ciências Humanas e Sociais - Licenciatura, e Pedagogia. Além dos cursos de graduação, o Campus Laranjeiras do Sul oferta a especialização em Realidade Brasileira e os mestrados em Agroecologia e Desenvolvimento Rural Sustentável e em Ciência e Tecnologia de Alimentos.
O Campus Laranjeiras do Sul conta atualmente com 1381 alunos matriculados nos cursos de graduação, dos quais 94,79% são oriundos de escolas públicas, 70 estudantes nos cursos de mestrado e 45 alunos de especialização.

### CampusRealeza

Hospital Veterinário da UFFS no Campus Realeza.

O Campus Realeza está localizada na mesorregião do Sudoeste Paranaense. Sua população estimada, em 2016, é de 17.068 mil habitantes. Possui uma área total de 833.333,33m², uma área construída de 19.620,46m² e uma Infraestrutura de 50.165,87m². Conta também com uma área construída própria que abriga uma estrutura ampla e moderna. São três blocos de laboratórios didáticos equipados com equipamentos de alta tecnologia. Também está disponível para os estudantes, um bloco de salas de aulas que também abriga a biblioteca do Campus, além de um restaurante universitário.
Também faz parte da estrutura do Campus a Clínica de Nutrição, que presta atendimento ao público, e a Unidade Hospitalar Veterinária Universitária, onde os alunos podem ter contato com a prática da veterinária, além de atender à comunidade realezense.
A Superintendência Unidade Hospitalar Veterinária Universitária (SUHVU) é uma unidade de apoio às atividades de ensino, pesquisa e extensão do Campus Realeza, especialmente, aquelas ligadas à saúde animal. Várias são as atividades desenvolvidas pelos mais diversos componentes curriculares, principalmente do Curso de Medicina Veterinária. Existem diversos setores que compõem a SUHVU e que contribuem para a prestação de serviços em saúde animal à comunidade regional, sendo eles: Clínica Médica de Animais de Companhia, Clínica Médica de Animais de Produção, Clínica Cirúrgica Veterinária, Laboratórios de: Anatomia Veterinária, Análises Clínicas Veterinárias, Diagnóstico por Imagem Veterinária, Doenças Infecciosas Veterinárias, Imunologia e Doenças Parasitárias Veterinárias, Patologia Veterinária, Reprodução Animal e ainda Biotério para alojamento de roedores. Vários projetos de extensão e pesquisa ligados à saúde animal são desenvolvidos nesse espaço, sempre com a participação de acadêmicos de graduação e pós-graduação.

## Graduação

### Ingresso
Os interessados em estudar na Universidade Federal da Fronteira Sul devem inscrever-se para o Exame Nacional do Ensino Médio (Enem), realizá-lo e, de posse da sua nota, inscrever-se no Sistema de Seleção Unificada (SiSU). Além do SISU, no ano de 2019, a UFFS iniciou uma parceria com a Universidade Federal de Santa Catarina (UFSC) para a realização do vestibular unificado, denominado Vestibular UFSC/UFFS 2020. Já no ano seguinte, a parceira foi desfeita.
Além dos processos seletivos regulares, existem outras formas de acesso aos cursos de graduação regidas por editais específicos: aluno especial, transferência externa, retorno de graduado (vagas para ingresso de pessoas já formadas em curso de ensino superior e que tenham interesse em voltar a estudar), processo seletivo para estudantes indígenas e processo seletivo para imigrantes.
A UFFS destaca-se nacionalmente, por oferecer o maior percentual de vagas reservadas para estudantes de escola pública entre as universidades brasileiras. Desde o seu primeiro processo seletivo, a UFFS favoreceu o ingresso dos alunos de escola pública e hoje, 13 anos após sua criação, essa política continua. O percentual de reserva de vagas para estudantes de escolas públicas é o mesmo de matrículas no ensino médio em escolas públicas nos estados onde os cursos são oferecidos: RS (88%), SC (84%) e PR (83%).
Ainda sobre a universalização e democratização do acesso ao ensino superior, com a chegada dos primeiros imigrantes haitianos na Mesorregião do Oeste Catarinense, foi criado o Programa de Acesso à Educação Superior da UFFS para Estudantes Haitianos (Prohaiti), iniciando assim a promoção do ingresso de imigrantes no ensino superior. Anos mais tarde, com a vinda para a mesma região, sobretudo, de imigrantes venezuelanos, criou-se o Pró-Imigrante. Atualmente, o Prohaiti uniu-se com o Pró-Imigrante, ampliando a possibilidade de ingresso para imigrantes de todas as nacionalidades.

## Pós-Graduação
A Pós-Graduação na UFFS começou a ser estruturada a partir de um conjunto de estudos e debates sobre as desigualdades, as assimetrias e as necessidades da região de abrangência da UFFS (Mesorregião Grande Fronteira Sul). As discussões foram explicitando os principais compromissos que a Instituição deveria assumir, cabendo destaque à formação de quadros altamente qualificados para algumas áreas estratégicas ao desenvolvimento regional/nacional, como agricultura familiar e agroecologia, educação básica e formação de professores, meio ambiente e energias renováveis e saúde pública.

### Programas de Pós-Graduaçãostricto sensu

#### Mestrados
- Programa de Pós-Graduação em Agroecologia e Desenvolvimento Rural Sustentável (Campus Laranjeiras do Sul)
- Programa de Pós-Graduação em Ciência e Tecnologia de Alimentos (Campus Laranjeiras do Sul)
- Programa de Pós-Graduação em Ambiente e Tecnologias Sustentáveis (Campus Cerro Largo)
- Programa de Pós-Graduação em Ciência e Tecnologia Ambiental (Campus Erechim)
- Programa de Pós-Graduação em Desenvolvimento e Políticas Públicas (Campus Cerro Largo)
- Programa de Pós-Graduação em Educação (Campus Chapecó)
- Programa de Pós-Graduação em História (Campus Chapecó)
- Programa de Pós-Graduação Interdisciplinar em Ciências Humanas (Campus Erechim)
- Programa de Pós-Graduação Profissional em Matemática em Rede Nacional (Campus Chapecó)
- Programa de Pós-Graduação Profissional em Educação (Campus Erechim)
- Programa de Pós-Graduação em Saúde, Bem-Estar e Produção Animal Sustentável na Fronteira Sul (Campus Realeza)
- Programa de Pós-Graduação em Ensino de Ciências (Campus Cerro Largo)
- Programa de Pós-Graduação em Geografia (Campi Chapecó e Erechim)
- Programa de Pós-Graduação em Filosofia (Campus Chapecó)
- Programa de Pós-Graduação em Ciências Biomédicas (Campus Chapecó)

#### Mestrado e Doutorado
- Programa de Pós-Graduação em Estudos Linguísticos (Campus Chapecó)[38]

#### Doutorados
- Doutorado Interinstitucional em Educação Científica e Tecnológica (Campus Chapecó, em parceria com a Universidade Federal de Santa Catarina)[39]
- Doutorado Interinstitucional em Arquitetura (Campus Erechim, em parceria com a Universidade Federal do Rio de Janeiro)[40]

### Pós-Graduaçãolato sensu
Além da modalidade stricto sensu, a UFFS tem ofertado inúmeros cursos de Pós-Graduação lato sensu. Em 2022, foram ofertados 44 cursos de Especialização. No mesmo período, a instituição ofereceu à comunidade 34 programas de Residências Médicas (27 em Passo Fundo e 7 em Chapecó). A UFFS também oferece 1 programa de Residência Multiprofissional com vagas para profissionais na área da Enfermagem, Psicologia e Farmácia. 
O Campus Passo Fundo, possui convênio com o Hospital de Clínicas de Passo Fundo (HCPF), Hospital de Olhos Dyógenes Auildo Martins Pinto (HO) e o Hospital São Vicente de Paulo (HSVP), localizados em Passo Fundo; e o Hospital de Caridade de Carazinho (HCC), localizado em Carazinho. Já o Campus Chapecó possui convênio com o Hospital Regional do Oeste (HRO), localizado em Chapecó.

#### Residências Médicas
- Alergia e Imunologia Pediátrica (HCPF)
- Anestesiologia (HCPF ou HSVP)
- Cardiologia (HCPF, HSVP ou HRO)
- Cirurgia da Mão (HCPF ou HSVP)
- Cirurgia Geral (HCPF, HSVP ou HRO)
- Cirurgia Geral R3 (HRO)
- Cirurgia Vascular (HCPF ou HSVP)
- Clínica Médica (HCC, HCPF, HSVP ou HRO)
- Dermatologia (HSVP)
- Ecocardiografia (HCPF ou HSVP)
- Gastroenterologia (HCPF ou HSVP)
- Geriatria (HSVP)
- Ginecologia e Obstetrícia (HCPF ou HSVP)
- Mastologia (HCPF)
- Medicina de Família e Comunidade (atuação em Passo Fundo/RS e em Pontão/RS)
- Medicina Intensiva (HSVP)
- Medicina Intensiva Pediátrica (HSVP)
- Neonatologia (HSVP)
- Neurocirurgia (HCPF)
- Neurologia (HCPF ou HSVP)
- Obstetrícia e Ginecologia (HRO)
- Oftalmologia (HO ou HSVP)
- Oncologia Clínica (HCPF ou HSVP)
- Oncologia Pediátrica (HSVP)
- Ortopedia e Traumatologia (HCPF, HSVP ou HRO)
- Otorrinolaringologia (HSVP)
- Pediatria (HCPF, HSVP ou HRO)
- Psiquiatria (HCPF)
- Radiologia e Diagnóstico por Imagem (HCPF ou HSVP)